# 파렴치 학원
파렴치 학원(ハレンチ学園 하렌치 가쿠엔[*])은 나가이 고가 창작한 만화 작품이다. 슈에이샤의 만화 잡지인 《주간 소년 점프》의 초창기에 연재된 작품 중 하나이며, 나가이에게는 최초로 성공한 작품이기도 하다. 또한 나가이가 만화의 연재 당시에 직접적인 성적 상황을 묘사한 적은 없었으나 이 작품은 최초의 현대적인 에로틱 만화로 여겨지며, 종종 최초의 헨타이 만화로도 여겨진다. 
만화를 비롯하여, 실사 TV 시리즈, 실사 영화, OVA 등의 많은 파생 작품이 있다. 최초의 만화 시리즈는 애니메이션으로 제작되지 않았으나 후에 실사 TV 시리즈로 제작되었고, 이 실사 시리즈의 오프닝 영상만 애니메이션으로 제작되었다. 이 작품만이 실사 영상과 애니메이션이 결합된 나가이 고의 작품은 아니며, 나가이의 또 다른 작품인 《후로레스 노 호시 아스테카이자(プロレスの星 アステカイザー)》는 특촬물로 제작되었으나 주인공이 힘을 사용할 때에는 애니메이션으로 제작된 액션 장면을 보여준다. 
나가이의 많은 코미디 작품에서는 상황은 바뀌는 반면 파렴치 학원과 유사한 설정을 사용한다. 《스타 워즈》의 스타일을 차용한 우주 학교를 배경으로 한 《스페오페 추가쿠(スペオペ宙学)》를 예로 들 수 있다. 

## 기원
1968년에 슈에이샤는 《소년 점프》의 창간을 준비하고 있는 도중에 나가이는 새로운 잡지에 연재할 작가 중 한 명으로 초청되었다. 나가이는 그 때까지 발표했던 단편 대신 장편 작품을 연재하여야 했기 때문에 연재를 숙고하였다. 연재를 수락한 후 시리즈는 매우 성공하여 나가이에게는 최초의 성공적인 작품이 되었고 《소년 점프》가 백만 부 이상 팔리는 데에 일조하였다. 파렴치 학원으로 나가이는 엣치 만화의 창시자가 되었고 금기를 깨는 개그 만화의 포문을 열었으며, 모든 세대의 상징이 되었다. 이 작품은 일본 사회에 빠르게 영향을 주었으며, 사회 규범과 만화에 무엇이 적절한 것인지에 대한 논의에 영향을 미쳤다.
《파렴치 학원》은 학교를 배경으로 하는 만화를 만드는 아이디어에서 시작하였다. 나가이는 성인 영화를 광고하기 위하여 사용되던 파렴치라는 단어를 좋아하였는데, 나가이에게 파렴치와 학교는 물과 기름 같아서 그것을 함께 쓰면 재미있을 것이라는 생각이 들어 작품의 제목을 《파렴치 학원》이라 지었다. 처음에 나가이는 줄거리를 어떻게 전개시킬지에 대한 아이디어를 가지고 있지 않았는데 당시 어시스턴트가 신체 검사 시간에 학교 지붕의 구멍으로 여학생들을 훔쳐본 것을 자랑하였고, 이것이 어떻게 스토리를 진행해야 할지에 대한 영감을 주었다. 초기에는 《파렴치 학원》에서 에로틱한 장면은 나타나지 않았고 최초의 신체 검사 장면만 직설적으로 묘사되었다. 많은 소녀들이 등장하여 소녀들의 인기가 많아지자 편집자가 더 강한 묘사를 주문하였고, 나가이도 더욱 에로틱한 묘사를 추구하였다.

## 캐릭터
야마기시 야소하치(山岸 八十八)
별명은 오야분(親分). 폭력적이지만 순수한 마음의 주인공. 정육점 주인의 아들이다. 1부 마지막에서 사망한 것으로 추정되나 2부에서는 살아 있다.
야규 미쓰코(柳生 みつ子)
별명은 쥬베이(十兵衛). 아름다운 야규 닌자 가문의 후예이자 히로인. 야마기시와 같이 1부 마지막에 죽은 것으로 추정되나 2부에서는 살아 있다.
후쿠로코지(袋小路)
별명은 이키도마리(イキドマリ). 야마기시의 부하. 파렴치 전쟁 중에 잔혹한 상황으로 인하여 셸 쇼크를 경험하여 자살한다.
요시나가 사유리(吉永さゆり)
별명은 히게고지라(ヒゲゴジラ). 원시인을 닮았으며 덥수룩한 수염을 기르고 호피 가죽을 입으며 방망이를 들고 다닌다. 교사이며, 일본 여성이 전형적으로 사용하는 말투로 말한다. 1부 마지막에서 심각한 상처를 입고 시체 더미에서 기어서 벗어난다.